# Altes Steinhaus (Stuttgart)

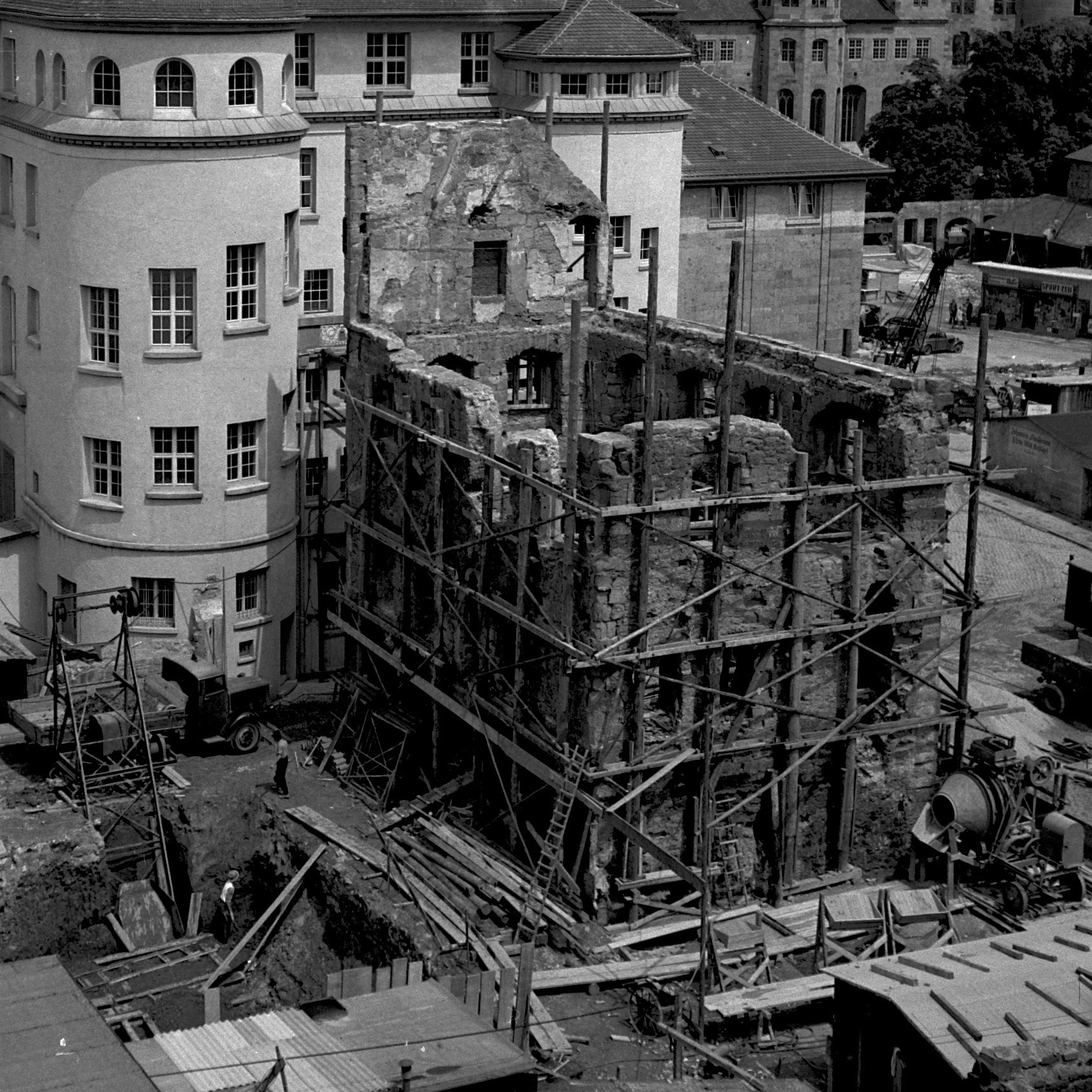
Ruine des Alten Steinhauses, vermutlich während des Abtragens 1953

Das alte Steinhaus an der ehemaligen Grabenstraße 11 im Zentrum von Stuttgart war ein wehrhafter Wohnbau und neben dem Stuthaus einer der ältesten Profanbauten der Stadt. Es stammt wohl aus der Zeit der Belagerung Stuttgarts durch Rudolf von Habsburg (1286), erstmals urkundlich erwähnt wurde es 1393.
Das Haus wurde um 1440 durch Erweiterungsbauten auf die Stadtmauer aufgesetzt. Dies war gegen Entrichtung von 30 Kreuzern Zins jährlich gestattet worden, zu entrichten an die Stadt auf den St. Gallustag.
Das Haus mit seinen ungewöhnlich dicken massiven Steinmauern (bis zu eineinhalb Meter) war im Jahr 1935 instand gesetzt und 1936 restauriert worden. Dabei legte man die Fassade mit frühgotischen Fenstern und einem Treppengiebel frei.
Das Gebäude erlitt durch Bombenabwürfe und einen anschließenden Brand 1944 starke Schäden, dem die meterdicken Mauern jedoch standhielten. Ursprünglich war daran gedacht worden, in dem für Stuttgart einmaligen Gebäude nach dem Wiederaufbau eine Weinstube sowie in den Obergeschossen Ausstellungsräume einzurichten. Trotz der Wünsche zahlreicher Heimatfreunde wurde das historische Bauwerk jedoch nicht wiederhergestellt. Unter Protest wurde es in der zweiten Jahreshälfte 1953 abgetragen, um Parkplätze zu schaffen. Als kleines Zugeständnis an die Geschichtsbewussten wurden das Portal und ein frühgotisches Fenster in den Park des städtischen Lapidariums an der Mörikestraße versetzt. Die Grabenstraße wurde beim Wiederaufbau Stuttgarts nicht berücksichtigt und ihr ursprünglicher Verlauf ist heute nicht mehr zu erkennen. Sie verlief als Verlängerung der Sporerstraße etwas südwestlich der Stiftstraße. Das alte Steinhaus stünde heute zwischen der Schul- und der Stiftstraße.